# Moruroa
Moruroa, també anomenat Mururoa, conegut històricament com Aopuni, és un atol de les Tuamotu, a la Polinèsia Francesa. Administrativament depèn de la comuna de Tureia, però va ser cedit per l'Assemblea territorial al Centre d'Experimentació del Pacífic, junt amb l'atol Fangataufa, per fer-hi proves nuclears. És una zona militar amb accés prohibit sense autorització. Està situat al sud de l'arxipèlag, a 1.250 km al sud-est de Tahití.
El nom Moruroa, en la llengua de Mangareva, vol dir 'illa del gran secret'. Molts cops s'escriu Mururoa, però no existeix una grafia oficial en no tenir una organització administrativa.

## Geografia
L'atol és de forma ovalada de 28 km de llarg i 11 km d'ample. Té un pas a la llacuna interior al nord-oest, de 10,2 m de profunditat i 100 m d'ample. La llacuna té una profunditat mitjana de 37 m. Disposa de diversos edificis i construccions militars, a més d'un aeroport. És habitat per una unitat militar de vigilància.

## Història
L'atol va ser descobert, el 1767, per l'anglès Philip Carteret que l'anomenà Osnaburg. El 1792 hi naufragà el balener Matilda i els supervivents aconseguiren arribar fins a Tahití amb les barques de salvament. També es conegué com a Matilda's Rock. Frederick William Beechey el va visitar el 1826.
Els primers exploradors europeus van trobar que l'atol no estava habitat contínuament. El 1826 Beechey el va trobar buit. Una visita l'any 1832 va trobar "habitatges però sense habitants". Un vaixell de visita el 1834 va matar tots els seus habitants menys tres. s'hi va trobar, i no va ser reclamat el 1847. Va ser habitat breument per treballadors de la copra a finals del segle XIX, i de nou entre 1942 i 1943 i 1950–52, però des de llavors no ha tingut cap habitació permanent.

### Proves d'armes nuclears franceses

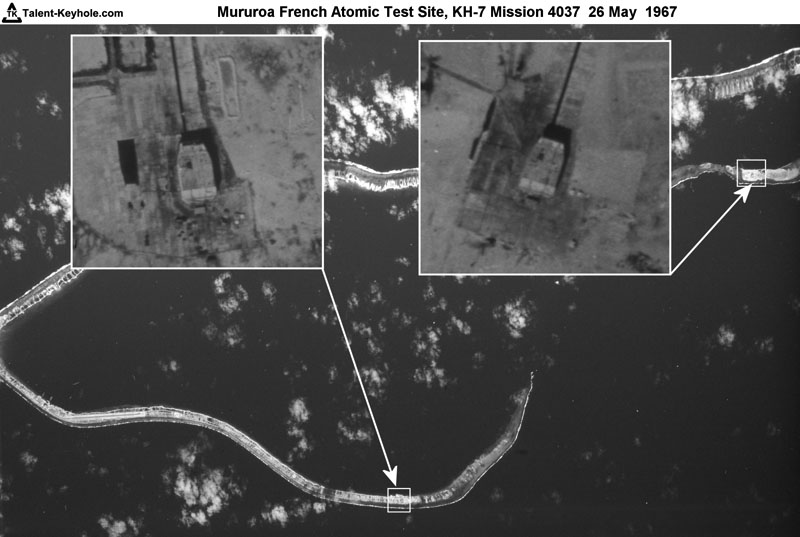
Imatge de reconeixement del satèl·lit KH-7 del lloc de proves atòmiques de Mururoa a la Polinèsia Francesa, 26 de maig de 1967

Mururoa, i el seu atol germà Fangataufa, van ser el lloc d'extenses proves nuclears a França entre 1966 i 1996, així com el lloc de nombroses protestes de diversos vaixells, inclòs el Rainbow Warrior. L'atol va ser establert oficialment com a lloc de proves nuclears per França el 21 de setembre de 1962, quan es va establir la Direction des Centres d'Expérimentations Nucléaires (DIRCEN) per administrar les proves nuclears. Va seguir amb la construcció de diverses infraestructures a l'atol que comença el maig de 1963. L'atol de Hao, 245 milles nàutiques (450 km; 280 mi) al nord-oest de Mururoa, va ser escollit com a base de suport per a les proves nuclears i altres operacions.
Malgrat les objeccions d'uns 30 membres de l'Assemblea Territorial Polinèsia, la primera prova nuclear es va dur a terme el 2 de juliol de 1966, amb el nom en codi Aldebaran, quan una bomba de fissió de plutoni va explotar a la llacuna. Greenpeace afirma en un estudi del segle XXI que l'explosió va xuclar tota l'aigua de la llacuna, "plovent peixos morts i mol·luscs a l'atol", i que va estendre la contaminació per tot el Pacífic fins al Perú i Nova Zelanda. El mateix president Charles de Gaulle va estar present a Moruroa el 10 de setembre de 1966 quan es va fer una prova, utilitzant un dispositiu suspès d'un globus. La majoria d'aquestes proves es van dur a terme a l'extrem occidental de l'atol, designat com a Dindon. Es van detonar explosions més petites a l'extrem nord de l'atol, designades com a Denise. Tres artefactes explosius nuclears van ser detonats en barcas, tres van ser l'aire va caure des de bombarders, i la resta es va suspendre dels globus plens d'heli. Es van fer un total de 41 proves nuclears atmosfèriques a Mururoa entre 1966 i 1974.
Des del 1966 fins al 1974 s'hi han fet 41 proves nuclears atmosfèriques i, fins al 1995, 137 proves subterrànies. L'última campanya d'assaigs, abans de la firma del Tractat de prohibició total d'assaigs nuclears, va provocar una gran campanya de protesta internacional i de boicots, sobretot de països del Pacífic i d'organitzacions internacionals, com ara Greenpeace. Els assaigs van ser abandonats definitivament el 1996, substituïts per simulacions de laboratori. Avui l'armada francesa té un dispositiu de vigilància de l'evolució geològica i radiològica de l'atol.